# Llanos del Caudillo
Llanos del Caudillo là một đô thị thuộc Ciudad Real, Castile-La Mancha, Tây Ban Nha. Đô thị này có dân số là 692.

## Dân số
| 1991 | 1996 | 2001 | 2004 |
| ---- | ---- | ---- | ---- |
| -    | -    | 726  | 651  |